# Георги Жеков (футболист)
Вижте пояснителната страница за други личности с името Георги Жеков.
Георги Жеков (14 февруари 1951 – 24 януари 2024) е български футболист, десен защитник. Клубна легенда на Черно море (Варна).

## Биография
Родом от село Росица, община Генерал Тошево, Жеков започва футболната си кариера в Спортист (Генерал Тошево). Заиграва за мъжкия отбор още в 9-ти клас. През 1970 г. пристига в Черно море и носи екипа на „моряците“ в продължение на 14 години. Има 216 мача и 1 гол в А група, както и 34 мача в Б група. Във всички турнири официалните му мачове за клуба са близо 300. Изиграва последния си двубой на 9 юни 1984 г. срещу Беласица (Петрич), след което работи като офицер във Военноморските сили до пенсионирането си. Извършва и треньорска дейност, водейки военен отбор.